# Chiến tranh Ba Lan – Ottoman (1672–1676)
Chiến tranh Ba Lan-Ottoman (1672 - 1676) (hay Chiến tranh Ba Lan-Ottoman II) là một cuộc chiến tranh giữa Liên bang Ba Lan-Litva và Đế quốc Ottoman. Cuộc chiến kết thúc năm 1676 với hiệp định Żurawno và theo hiệp ước này Ba Lan phải nhượng bộ cho Ottoman lãnh thổ Ukraina.

## Các trận chiến
- Trận Ładyżyno (còn gọi là trận Czewertynówka) ngày 18 tháng 7 năm 1672
- Trận Humanie năm 1672
- Trận vây hãm Kamienec Podolski từ ngày 18 đến 27 tháng 8 năm 1672
- Trận Korc năm 1672
- Trận Krasnobród từ ngày 5 đến 6 tháng 10 năm 1672
- Trận Narol ngày 6 tháng 10 năm 1672
- Trận Niemirów ngày 7 tháng 10 năm 1672
- Trận Kormano ngày 9 tháng 10 năm 1672
- Trận Petranka ngày 14 tháng 10 năm 1672
- Trận Kałusz năm 1672
- Trận Khotyn ngày 11 tháng 11 năm 1673
- Trận Lesienice gần Lwów ngày 22 tháng 8 năm 1675
- Trận vây hãm Trembowla từ ngày 20 tháng 9 đến ngày 11 tháng 10 năm 1675
- Trận Wojniłowo ngày 24 tháng 9 năm 1676
- Trận Żurawno từ ngày 25 tháng 9 đến ngày 14 tháng 10 năm 1676